# Physocephala biguttata
Physocephala biguttata är en tvåvingeart som beskrevs av Roeder 1883. Physocephala biguttata ingår i släktet Physocephala och familjen stekelflugor.
Artens utbredningsområde är Kanarieöarna. Inga underarter finns listade i Catalogue of Life.